# Giorgio Crescentini
Giorgio Crescentini (Montegiardino, 8 marzo 1950) è un politico ed ex calciatore sammarinese dal 1985 al 2017 è stato presidente della Federazione Sammarinese Giuoco Calcio (FSGC).

## Carriera sportiva
Diplomato ISEF ad Urbino nel 1973, in gioventù ha praticato il calcio in squadre italiane e sammarinesi. Per la precisione, nel ruolo di stopper, ha vestito le maglie di S.S. Serenissima, Novafeltria, Faetano, Tre Penne, La Fiorita e Tre Fiori.
È stato uno dei soci fondatori del La Fiorita (1967) ed è entrato dieci anni più tardi nel Consiglio Direttivo della Federazione Sammarinese Giuoco Calcio, di cui è stato vicepresidente per il biennio 1982-84 e dal 1985 riveste la carica di presidente.
Il 31 gennaio 2017 è stato eletto dopo 32 anni il suo successore l'ex arbitro Marco Tura.

## Attività politica
Nel semestre 1º aprile - 1º ottobre 1984 è stato Capitano Reggente della Repubblica di San Marino insieme a Gloriana Ranocchini.